# 阮毅雄
阮毅雄（1954年—），香港的士司機，現為香港無綫電視御用的士司機－龍套藝員，但還是以駕駛的士為職業。

## 簡歷
阮毅雄1988年因緣際會下加入香港無綫電視，並以玩票性質於無名火客串演出的士司機，從此30多年一直為無綫跑龍套，並且皆是於劇中飾演本行的士司機。2013年首播的時裝醫學電視劇《仁心解碼II》中，雖然阮的職業仍然是的士司機，但不同之處是今次角色有名有姓，而且在劇中飾演女主角父親。

### 出名
2007年，有大陸網友認出他的身分，把他歷年演出的畫面都放在網路上，自此在網路上一砲而紅。

## 演出作品

### 香港無綫電視
- 1988年：無名火 飾 的士司機
- 1989年：義不容情 飾 的士司機（第2集）
- 1990年：愛情三角錯 飾 的士司機
- 1990年：孖仔孖心肝 飾 的士司機（第2集）
- 1993年：都市的童話 飾 的士司機（第8集）
- 1995年：樂壇插班生 飾 的士司機（第3集）
- 1996年：天地男兒 飾 的士司機（第41集）
- 1996年：真情 飾 的士司機
- 1997年：皇家反千組 飾 的士司機（第14集）
- 1998年：陀槍師姐 飾 的士司機（第12集）
- 1999年：創世紀 飾 的士司機（第17集）
- 2000年：男親女愛 飾 的士司機（第85集）
- 2000年：新鮮人2000 飾 的士司機
- 2000年：妙手仁心II 飾 的士司機
- 2000年：無業樓民 飾 的士司機（第15集）
- 2000年：創世紀II 飾 的士司機（第32集）
- 2001年：婚姻乏術 飾 的士司機（第1集）
- 2001年：勇往直前 飾 的士司機（第14集）
- 2002年：流金歲月 飾 的士司機
- 2003年：律政新人王 飾 的士司機
- 2003年：皆大歡喜 飾 的士司機（第61、85集）
- 2003年：戀愛自由式 飾 的士司機（第2集）
- 2005年：情迷黑森林 飾 的士司機（第4集）
- 2005年：老婆大人 飾 的士司機（第4集）
- 2005年：開心賓館 飾 的士司機
- 2005年：疊影危情 飾 的士司機（第18集）
- 2006年：女人唔易做 飾 的士司機
- 2007年：舞動全城 飾 的士司機
- 2007年：同事三分親 飾 的士司機
- 2007年：溏心風暴 飾 的士司機（第36集）
- 2007年：高朋滿座 飾 的士司機（第110集）
- 2007年：歲月風雲 飾 的士司機（第12集）
- 2007年：學警出更 飾 的士司機（第24集）
- 2008年：和味濃情 飾 的士司機（第7集）
- 2008年：古靈精探 飾 的士司機（第10集）
- 2008年：珠光寶氣 飾 的士司機
- 2010年：情越雙白線 飾 的士司機
- 2010年：誘情轉駁 飾 的士司機（第11集）
- 2011年：仁心解碼 飾 的士司機（第17集）
- 2011年：怒火街頭 飾 的士司機（第11集）
- 2011年：天與地 飾 的士司機（第13、25集）
- 2012年：4 In Love 飾 的士司機（第1集）
- 2012年：On Call 36小時 飾 的士司機
- 2012年：心戰 飾 的士司機（第12集）
- 2013年：仁心解碼II 飾 卓德輝（的士司機）
- 2014年：使徒行者 飾 的士司機（第7集）
- 2015年：愛·回家 (第二輯) 飾 的士司機（第838、870、907集）
- 2015年：樓奴 飾 的士司機（第4集）
- 2016年：一屋老友記 飾 的士司機（第17集）
- 2016年：超能老豆 飾 的士司機（第1集）
- 2018年：BB來了 飾 的士司機（第10集）

## 電影
- 2005年：千杯不醉 飾 的士司機
- 2015年：港囧 飾 的士司機

## 外部連結
- 無線御用的士大佬阮毅雄網路爆紅 客串一次賺520元(圖)（页面存档备份，存于）
- 無線御用的士佬起底 鬧完嘟嘟有 Fans（页面存档备份，存于） 蘋果日報，2008年3月30日